# Чебуново
Чебуново — деревня в Можайском районе Московской области, в составе Сельского поселения Борисовское. Численность постоянного населения по Всероссийской переписи 2010 года — 12 человек. До 2006 года Чебуново входило в состав Ямского сельского округа.
Деревня расположена в центральной части района, примерно в 6 км к юго-западу от Можайска, на безымянном левом притоке реки Мжут, у автотрассы М1 Беларусь, высота центра над уровнем моря 211 м. Ближайшие населённые пункты — Кромино на западе и Большое Соколово на востоке.